# Villars-en-Azois
Villars-en-Azois település Franciaországban, Haute-Marne megyében. Lakosainak száma 62 fő (2022. január 1.). Villars-en-Azois Champignol-lez-Mondeville, Cunfin, Fontette, Saint-Usage, Laferté-sur-Aube, Lanty-sur-Aube és Silvarouvres községekkel határos.

## Népesség
A település népessége az elmúlt években az alábbi módon változott:
| Lakosok száma | 145  | 105  | 107  | 75   | 72   | 69   | 66   | 69   | 71   | 62   |
|               | 1968 | 1982 | 1990 | 2006 | 2013 | 2015 | 2017 | 2019 | 2020 | 2022 |